# Élections municipales de 2026 dans les Côtes-d'Armor
Les élections municipales dans les Côtes-d'Armor sont prévues en mars 2026. Cette page ne traite que les communes de 2 500 habitants et plus dans les Côtes-d'Armor.

## Résultats à l'échelle du département

### Maires sortants et maires élus
| Commune               | Population (en 2022) | Maire sortant(e)       | Parti | Parti | Maire élu(e) | Parti | Parti |
| --------------------- | -------------------- | ---------------------- | ----- | ----- | ------------ | ----- | ----- |
| Beaussais-sur-Mer     | 4 379                | Eugène Caro            |       | DVD   |              |       |       |
| Bégard                | 4 862                | Vincent Clec'h         |       | PS    |              |       |       |
| Binic-Étables-sur-Mer | 7 020                | Paul Chauvin           |       | DVG   |              |       |       |
| Broons                | 2 931                | Denis Laguitton        |       | DVD   |              |       |       |
| Caulnes               | 2 506                | Marina Le Moal         |       | DVG   |              |       |       |
| Châtelaudren-Plouagat | 3 968                | Olivier Boissière      |       | DVG   |              |       |       |
| Dinan                 | 14 966               | Didier Lechien         |       | HOR   |              |       |       |
| Erquy                 | 3 929                | Henri Labbé            |       | RE    |              |       |       |
| Grâces                | 2 588                | Yannick Le Goff        |       | PS    |              |       |       |
| Guingamp              | 7 127                | Philippe Le Goff       |       | PS    |              |       |       |
| Hillion               | 4 304                | Annie Guennou          |       | MoDem |              |       |       |
| Jugon-les-Lacs        | 2 528                | Éric Moisan            |       | PS    |              |       |       |
| La Roche-Jaudy        | 2 643                | Jean-Louis Even        |       | PS    |              |       |       |
| Lamballe-Armor        | 16 911               | Philippe Hercouët      |       | PS    |              |       |       |
| Langueux              | 7 947                | Richard Haas           |       | UDI   |              |       |       |
| Lannion               | 20 525               | Paul Le Bihan          |       | PS    |              |       |       |
| Lanvallay             | 4 235                | Bruno Ricard           |       | LÉ    |              |       |       |
| Le Mené               | 6 420                | Gérard Daboudet        |       | DVG   |              |       |       |
| Louannec              | 3 053                | Gervais Egault         |       | RE    |              |       |       |
| Loudéac               | 9 875                | Bruno Le Bescaut       |       | RE    |              |       |       |
| Merdrignac            | 2 950                | Éric Robin             |       | DVD   |              |       |       |
| Pabu                  | 2 769                | Pierre Salliou         |       | DVD   |              |       |       |
| Paimpol               | 7 266                | Fanny Chappé           |       | PS    |              |       |       |
| Penvénan              | 2 548                | Denise Prud'homm       |       | DVD   |              |       |       |
| Perros-Guirec         | 7 260                | Erven Léon             |       | DVD   |              |       |       |
| Plaintel              | 4 571                | Vincent Alleno         |       | DVG   |              |       |       |
| Plancoët              | 3 095                | Patrick Barraux        |       | LR    |              |       |       |
| Plédran               | 6 909                | Stéphane Briend        |       | DVD   |              |       |       |
| Plélo                 | 3 283                | Jérémy Meuro           |       | DVG   |              |       |       |
| Plémet                | 3 751                | Romain Boutron         |       | LR    |              |       |       |
| Pléneuf-Val-André     | 4 094                | Pierre-Alexis Blévin   |       | DVD   |              |       |       |
| Plérin                | 14 527               | Ronan Kerdraon         |       | PS    |              |       |       |
| Pleslin-Trigavou      | 4 043                | Thierry Orveillon      |       | PS    |              |       |       |
| Plestin-les-Grèves    | 3 649                | Christian Jeffroy      |       | PS    |              |       |       |
| Pleudihen-sur-Rance   | 2 974                | David Boixière         |       | LR    |              |       |       |
| Pleumeur-Bodou        | 3 828                | Pierre Terrien         |       | DVD   |              |       |       |
| Plœuc-L'Hermitage     | 4 117                | Thibaut Guignard       |       | LR    |              |       |       |
| Ploubazlanec          | 2 985                | Jean-Pierre Le Normand |       | DVG   |              |       |       |
| Ploubezre             | 3 741                | Brigitte Gourhant      |       | DVD   |              |       |       |
| Plouër-sur-Rance      | 3 423                | Yann Godet             |       | DVG   |              |       |       |
| Plouézec              | 3 129                | Gilles Pagny           |       | DVG   |              |       |       |
| Ploufragan            | 11 347               | Rémy Moulin            |       | PCF   |              |       |       |
| Plouha                | 4 677                | Philippe Delsol        |       | PS    |              |       |       |
| Ploumagoar            | 5 418                | Yannick Echevest       |       | DVG   |              |       |       |
| Pordic                | 7 393                | Joël Batard            |       | DVD   |              |       |       |
| Quessoy               | 3 930                | Jean-Luc Gouyette      |       | DVG   |              |       |       |
| Quévert               | 3 963                | Philippe Landuré       |       | PS    |              |       |       |
| Quintin               | 2 743                | Nicolas Carro          |       | DVD   |              |       |       |
| Rostrenen             | 3 282                | Guillaume Robic        |       | LÉ    |              |       |       |
| Saint-Brieuc          | 44 607               | Hervé Guihard          |       | PP    |              |       |       |
| Saint-Cast-le-Guildo  | 3 353                | Marie-Madeleine Michel |       | DVD   |              |       |       |
| Saint-Quay-Portrieux  | 3 253                | Thierry Simelière      |       | HOR   |              |       |       |
| Taden                 | 2 599                | Évelyne Thoreux        |       | DVG   |              |       |       |
| Trébeurden            | 3 821                | Bénédicte Boiron       |       | DVD   |              |       |       |
| Trégastel             | 2 532                | Xavier Martin          |       | PR    |              |       |       |
| Trégueux              | 8 462                | Christine Métois       |       | PS    |              |       |       |
| Trélivan              | 2 875                | Suzanne Lebreton       |       | PCF   |              |       |       |
| Yffiniac              | 4 980                | Denis Hamayon          |       | PS    |              |       |       |

### Résultats en nombre de maires
| Partis       | Partis                               | Maires sortants | Maires élus | Évolution |
| ------------ | ------------------------------------ | --------------- | ----------- | --------- |
|              | Parti socialiste                     | 15              |             |           |
|              | Divers gauche                        | 12              |             |           |
|              | Parti communiste français            | 2               |             |           |
|              | Les Écologistes                      | 2               |             |           |
|              | Place publique                       | 1               |             |           |
| Total gauche | Total gauche                         | 32              |             |           |
|              | Divers droite                        | 14              |             |           |
|              | Les Républicains                     | 4               |             |           |
| Total droite | Total droite                         | 18              |             |           |
|              | Renaissance                          | 3               |             |           |
|              | Horizons                             | 2               |             |           |
|              | MoDem                                | 1               |             |           |
|              | Parti radical                        | 1               |             |           |
|              | Union des démocrates et indépendants | 1               |             |           |
| Total centre | Total centre                         | 8               |             |           |
| Total        | Total                                | 58              | 58          | -         |

## Résultats dans les communes de plus de2 500 habitants

### Beaussais-sur-Mer
- Maire sortant : Eugène Caro (DVD), ne se représente pas[2].
- 27 sièges à pourvoir au conseil municipal (population légale 2022 : 4 379 habitants)
- 3 sièges à pourvoir au conseil communautaire (Dinan Agglomération)

| Tête de liste | Tête de liste | Parti(s) | Nuance | Premier tour | Premier tour | Second tour | Second tour | Sièges | Sièges |
| Tête de liste | Tête de liste | Parti(s) | Nuance | Voix         | %            | Voix        | %           | CM     | CC     |
| ------------- | ------------- | -------- | ------ | ------------ | ------------ | ----------- | ----------- | ------ | ------ |

### Bégard
- Maire sortant : Vincent Clec'h (PS)
- 27 sièges à pourvoir au conseil municipal (population légale 2022 : Vincent Clec'h habitants)
- 4 sièges à pourvoir au conseil communautaire (Guingamp-Paimpol Agglomération)

| Tête de liste | Tête de liste | Parti(s) | Nuance | Premier tour | Premier tour | Second tour | Second tour | Sièges | Sièges |
| Tête de liste | Tête de liste | Parti(s) | Nuance | Voix         | %            | Voix        | %           | CM     | CC     |
| ------------- | ------------- | -------- | ------ | ------------ | ------------ | ----------- | ----------- | ------ | ------ |

### Binic-Étables-sur-Mer
- Maire sortant : Paul Chauvin (DVG), ne se représente pas[2].
- 29 sièges à pourvoir au conseil municipal (population légale 2022 : 7 020 habitants)
- 3 sièges à pourvoir au conseil communautaire (Saint-Brieuc Armor Agglomération)

| Tête de liste            | Tête de liste          | Parti(s) | Nuance | Premier tour | Premier tour | Second tour | Second tour | Sièges | Sièges |
| Tête de liste            | Tête de liste          | Parti(s) | Nuance | Voix         | %            | Voix        | %           | CM     | CC     |
| ------------------------ | ---------------------- | -------- | ------ | ------------ | ------------ | ----------- | ----------- | ------ | ------ |
|                          | Frédéric Francillette, | SE       |        |              |              |             |             |        |        |
|                          |                        |          |        |              |              |             |             |        |        |
| Exprimés                 |                        |          |        |              |              |             |             |        |        |
| Votes blancs             |                        |          |        |              |              |             |             |        |        |
| Votes nuls               |                        |          |        |              |              |             |             |        |        |
| Total                    | Total                  | Total    | Total  |              | 100          |             | 100         | 29     | 3      |
| Absentions               |                        |          |        |              |              |             |             |        |        |
| Inscrits / participation |                        |          |        |              |              |             |             |        |        |

### Broons
- Maire sortant : Denis Laguitton (DVD)
- 23 sièges à pourvoir au conseil municipal (population légale 2022 : 2 931 habitants)
- 2 sièges à pourvoir au conseil communautaire (Dinan Agglomération)

| Tête de liste | Tête de liste | Parti(s) | Nuance | Premier tour | Premier tour | Second tour | Second tour | Sièges | Sièges |
| Tête de liste | Tête de liste | Parti(s) | Nuance | Voix         | %            | Voix        | %           | CM     | CC     |
| ------------- | ------------- | -------- | ------ | ------------ | ------------ | ----------- | ----------- | ------ | ------ |

### Caulnes
- Maire sortante : Marina Le Moal (DVG)
- 23 sièges à pourvoir au conseil municipal (population légale 2022 : 2 506 habitants)
- 2 sièges à pourvoir au conseil communautaire (Dinan Agglomération)

| Tête de liste | Tête de liste | Parti(s) | Nuance | Premier tour | Premier tour | Second tour | Second tour | Sièges | Sièges |
| Tête de liste | Tête de liste | Parti(s) | Nuance | Voix         | %            | Voix        | %           | CM     | CC     |
| ------------- | ------------- | -------- | ------ | ------------ | ------------ | ----------- | ----------- | ------ | ------ |

### Châtelaudren-Plouagat
- Maire sortant : Olivier Boissière (DVG)
- 27 sièges à pourvoir au conseil municipal (population légale 2022 : 3 968 habitants)
- 6 sièges à pourvoir au conseil communautaire (Leff Armor Communauté)

| Tête de liste | Tête de liste | Parti(s) | Nuance | Premier tour | Premier tour | Second tour | Second tour | Sièges | Sièges |
| Tête de liste | Tête de liste | Parti(s) | Nuance | Voix         | %            | Voix        | %           | CM     | CC     |
| ------------- | ------------- | -------- | ------ | ------------ | ------------ | ----------- | ----------- | ------ | ------ |

### Dinan
- Maire sortant : Didier Lechien (HOR)
- 33 sièges à pourvoir au conseil municipal (population légale 2022 : 14 966 habitants)
- 13 sièges à pourvoir au conseil communautaire (Dinan Agglomération)

| Tête de liste | Tête de liste | Parti(s) | Nuance | Premier tour | Premier tour | Second tour | Second tour | Sièges | Sièges |
| Tête de liste | Tête de liste | Parti(s) | Nuance | Voix         | %            | Voix        | %           | CM     | CC     |
| ------------- | ------------- | -------- | ------ | ------------ | ------------ | ----------- | ----------- | ------ | ------ |

### Erquy
- Maire sortant : Henri Labbé (RE), ne se représente pas[2].
- 27 sièges à pourvoir au conseil municipal (population légale 2022 : 3 929 habitants)
- 3 sièges à pourvoir au conseil communautaire (Lamballe Terre et Mer)

| Tête de liste | Tête de liste | Parti(s) | Nuance | Premier tour | Premier tour | Second tour | Second tour | Sièges | Sièges |
| Tête de liste | Tête de liste | Parti(s) | Nuance | Voix         | %            | Voix        | %           | CM     | CC     |
| ------------- | ------------- | -------- | ------ | ------------ | ------------ | ----------- | ----------- | ------ | ------ |

### Grâces
- Maire sortant : Yannick Le Goff (PS)
- 23 sièges à pourvoir au conseil municipal (population légale 2022 : 2 588 habitants)
- 2 sièges à pourvoir au conseil communautaire (Guingamp-Paimpol Agglomération)

| Tête de liste | Tête de liste | Parti(s) | Nuance | Premier tour | Premier tour | Second tour | Second tour | Sièges | Sièges |
| Tête de liste | Tête de liste | Parti(s) | Nuance | Voix         | %            | Voix        | %           | CM     | CC     |
| ------------- | ------------- | -------- | ------ | ------------ | ------------ | ----------- | ----------- | ------ | ------ |

### Guingamp
- Maire sortant : Philippe Le Goff (PS)
- 29 sièges à pourvoir au conseil municipal (population légale 2022 : 7 127 habitants)
- 7 sièges à pourvoir au conseil communautaire (Guingamp-Paimpol Agglomération)

| Tête de liste | Tête de liste | Parti(s) | Nuance | Premier tour | Premier tour | Second tour | Second tour | Sièges | Sièges |
| Tête de liste | Tête de liste | Parti(s) | Nuance | Voix         | %            | Voix        | %           | CM     | CC     |
| ------------- | ------------- | -------- | ------ | ------------ | ------------ | ----------- | ----------- | ------ | ------ |

### Hillion
- Maire sortant : Annie Guennou (MoDem)
- 27 sièges à pourvoir au conseil municipal (population légale 2022 : 4 304 habitants)
- 2 sièges à pourvoir au conseil communautaire (Saint-Brieuc Armor Agglomération)

| Tête de liste | Tête de liste | Parti(s) | Nuance | Premier tour | Premier tour | Second tour | Second tour | Sièges | Sièges |
| Tête de liste | Tête de liste | Parti(s) | Nuance | Voix         | %            | Voix        | %           | CM     | CC     |
| ------------- | ------------- | -------- | ------ | ------------ | ------------ | ----------- | ----------- | ------ | ------ |

### Jugon-les-Lacs
- Maire sortant : Éric Moisan (PS)
- 23 sièges à pourvoir au conseil municipal (population légale 2022 : 2 528 habitants)
- 2 sièges à pourvoir au conseil communautaire (Lamballe Terre et Mer)

| Tête de liste | Tête de liste | Parti(s) | Nuance | Premier tour | Premier tour | Second tour | Second tour | Sièges | Sièges |
| Tête de liste | Tête de liste | Parti(s) | Nuance | Voix         | %            | Voix        | %           | CM     | CC     |
| ------------- | ------------- | -------- | ------ | ------------ | ------------ | ----------- | ----------- | ------ | ------ |

### La Roche-Jaudy
- Maire sortant : Jean-Louis Even (PS)
- 23 sièges à pourvoir au conseil municipal (population légale 2022 : 2 643 habitants)
- 2 sièges à pourvoir au conseil communautaire (Lannion-Trégor Communauté)

| Tête de liste | Tête de liste | Parti(s) | Nuance | Premier tour | Premier tour | Second tour | Second tour | Sièges | Sièges |
| Tête de liste | Tête de liste | Parti(s) | Nuance | Voix         | %            | Voix        | %           | CM     | CC     |
| ------------- | ------------- | -------- | ------ | ------------ | ------------ | ----------- | ----------- | ------ | ------ |

### Lamballe-Armor
- Maire sortant : Philippe Hercouët (PS)
- 33 sièges à pourvoir au conseil municipal (population légale 2022 : 16 911 habitants)
- 14 sièges à pourvoir au conseil communautaire (Lamballe Terre et Mer)

| Tête de liste | Tête de liste | Parti(s) | Nuance | Premier tour | Premier tour | Second tour | Second tour | Sièges | Sièges |
| Tête de liste | Tête de liste | Parti(s) | Nuance | Voix         | %            | Voix        | %           | CM     | CC     |
| ------------- | ------------- | -------- | ------ | ------------ | ------------ | ----------- | ----------- | ------ | ------ |

### Langueux
- Maire sortant : Richard Haas (UDI)
- 29 sièges à pourvoir au conseil municipal (population légale 2022 : 7 947 habitants)
- 4 sièges à pourvoir au conseil communautaire (Saint-Brieuc Armor Agglomération)

| Tête de liste | Tête de liste | Parti(s) | Nuance | Premier tour | Premier tour | Second tour | Second tour | Sièges | Sièges |
| Tête de liste | Tête de liste | Parti(s) | Nuance | Voix         | %            | Voix        | %           | CM     | CC     |
| ------------- | ------------- | -------- | ------ | ------------ | ------------ | ----------- | ----------- | ------ | ------ |

### Lannion
- Maire sortant : Paul Le Bihan (PS)
- 35 sièges à pourvoir au conseil municipal (population légale 2022 : 20 525 habitants)
- 16 sièges à pourvoir au conseil communautaire (Lannion-Trégor Communauté)

| Tête de liste | Tête de liste | Parti(s) | Nuance | Premier tour | Premier tour | Second tour | Second tour | Sièges | Sièges |
| Tête de liste | Tête de liste | Parti(s) | Nuance | Voix         | %            | Voix        | %           | CM     | CC     |
| ------------- | ------------- | -------- | ------ | ------------ | ------------ | ----------- | ----------- | ------ | ------ |

### Lanvallay
- Maire sortant : Bruno Ricard (LÉ)
- 27 sièges à pourvoir au conseil municipal (population légale 2022 : 4 235 habitants)
- 3 sièges à pourvoir au conseil communautaire (Dinan Agglomération)

| Tête de liste | Tête de liste | Parti(s) | Nuance | Premier tour | Premier tour | Second tour | Second tour | Sièges | Sièges |
| Tête de liste | Tête de liste | Parti(s) | Nuance | Voix         | %            | Voix        | %           | CM     | CC     |
| ------------- | ------------- | -------- | ------ | ------------ | ------------ | ----------- | ----------- | ------ | ------ |

### Le Mené
- Maire sortant : Gérard Daboudet (DVG)
- 29 sièges à pourvoir au conseil municipal (population légale 2022 : 6 420 habitants)
- 8 sièges à pourvoir au conseil communautaire (Loudéac Communauté − Bretagne Centre)

| Tête de liste | Tête de liste | Parti(s) | Nuance | Premier tour | Premier tour | Second tour | Second tour | Sièges | Sièges |
| Tête de liste | Tête de liste | Parti(s) | Nuance | Voix         | %            | Voix        | %           | CM     | CC     |
| ------------- | ------------- | -------- | ------ | ------------ | ------------ | ----------- | ----------- | ------ | ------ |

### Louannec
- Maire sortant : Gervais Egault (RE)
- 23 sièges à pourvoir au conseil municipal (population légale 2022 : 3 053 habitants)
- 2 sièges à pourvoir au conseil communautaire (Lannion-Trégor Communauté)

| Tête de liste | Tête de liste | Parti(s) | Nuance | Premier tour | Premier tour | Second tour | Second tour | Sièges | Sièges |
| Tête de liste | Tête de liste | Parti(s) | Nuance | Voix         | %            | Voix        | %           | CM     | CC     |
| ------------- | ------------- | -------- | ------ | ------------ | ------------ | ----------- | ----------- | ------ | ------ |

### Loudéac
- Maire sortant : Bruno Le Bescaut (RE)
- 29 sièges à pourvoir au conseil municipal (population légale 2022 : 9 875 habitants)
- 13 sièges à pourvoir au conseil communautaire (Loudéac Communauté − Bretagne Centre)

| Tête de liste            | Tête de liste     | Parti(s) | Nuance | Premier tour | Premier tour | Second tour | Second tour | Sièges | Sièges |
| Tête de liste            | Tête de liste     | Parti(s) | Nuance | Voix         | %            | Voix        | %           | CM     | CC     |
| ------------------------ | ----------------- | -------- | ------ | ------------ | ------------ | ----------- | ----------- | ------ | ------ |
|                          | Bruno Le Bescaut, | RE       |        |              |              |             |             |        |        |
|                          |                   |          |        |              |              |             |             |        |        |
| Exprimés                 |                   |          |        |              |              |             |             |        |        |
| Votes blancs             |                   |          |        |              |              |             |             |        |        |
| Votes nuls               |                   |          |        |              |              |             |             |        |        |
| Total                    | Total             | Total    | Total  |              | 100          |             | 100         | 29     | 13     |
| Absentions               |                   |          |        |              |              |             |             |        |        |
| Inscrits / participation |                   |          |        |              |              |             |             |        |        |

### Merdrignac
- Maire sortant : Éric Robin (DVD)
- 23 sièges à pourvoir au conseil municipal (population légale 2022 : 2 950 habitants)
- 4 sièges à pourvoir au conseil communautaire (Loudéac Communauté − Bretagne Centre)

| Tête de liste | Tête de liste | Parti(s) | Nuance | Premier tour | Premier tour | Second tour | Second tour | Sièges | Sièges |
| Tête de liste | Tête de liste | Parti(s) | Nuance | Voix         | %            | Voix        | %           | CM     | CC     |
| ------------- | ------------- | -------- | ------ | ------------ | ------------ | ----------- | ----------- | ------ | ------ |

### Pabu
- Maire sortant : Pierre Salliou (DVD)
- 23 sièges à pourvoir au conseil municipal (population légale 2022 : 2 769 habitants)
- 2 sièges à pourvoir au conseil communautaire (Guingamp-Paimpol Agglomération)

| Tête de liste | Tête de liste | Parti(s) | Nuance | Premier tour | Premier tour | Second tour | Second tour | Sièges | Sièges |
| Tête de liste | Tête de liste | Parti(s) | Nuance | Voix         | %            | Voix        | %           | CM     | CC     |
| ------------- | ------------- | -------- | ------ | ------------ | ------------ | ----------- | ----------- | ------ | ------ |

### Paimpol
- Maire sortante : Fanny Chappé (PS)
- 29 sièges à pourvoir au conseil municipal (population légale 2022 : 7 266 habitants)
- 7 sièges à pourvoir au conseil communautaire (Guingamp-Paimpol Agglomération)

| Tête de liste | Tête de liste | Parti(s) | Nuance | Premier tour | Premier tour | Second tour | Second tour | Sièges | Sièges |
| Tête de liste | Tête de liste | Parti(s) | Nuance | Voix         | %            | Voix        | %           | CM     | CC     |
| ------------- | ------------- | -------- | ------ | ------------ | ------------ | ----------- | ----------- | ------ | ------ |

### Penvénan
- Maire sortante : Denise Prud'homm (DVD), ne se représente pas[2].
- 23 sièges à pourvoir au conseil municipal (population légale 2022 : 2 548 habitants)
- 2 sièges à pourvoir au conseil communautaire (Lannion-Trégor Communauté)

| Tête de liste | Tête de liste | Parti(s) | Nuance | Premier tour | Premier tour | Second tour | Second tour | Sièges | Sièges |
| Tête de liste | Tête de liste | Parti(s) | Nuance | Voix         | %            | Voix        | %           | CM     | CC     |
| ------------- | ------------- | -------- | ------ | ------------ | ------------ | ----------- | ----------- | ------ | ------ |

### Perros-Guirec
- Maire sortant : Erven Léon (DVD)
- 29 sièges à pourvoir au conseil municipal (population légale 2022 : 7 260 habitants)
- 5 sièges à pourvoir au conseil communautaire (Lannion-Trégor Communauté)

| Tête de liste | Tête de liste | Parti(s) | Nuance | Premier tour | Premier tour | Second tour | Second tour | Sièges | Sièges |
| Tête de liste | Tête de liste | Parti(s) | Nuance | Voix         | %            | Voix        | %           | CM     | CC     |
| ------------- | ------------- | -------- | ------ | ------------ | ------------ | ----------- | ----------- | ------ | ------ |

### Plaintel
- Maire sortant : Vincent Alleno (DVG)
- 27 sièges à pourvoir au conseil municipal (population légale 2022 : 4 571 habitants)
- 2 sièges à pourvoir au conseil communautaire (Saint-Brieuc Armor Agglomération)

| Tête de liste | Tête de liste | Parti(s) | Nuance | Premier tour | Premier tour | Second tour | Second tour | Sièges | Sièges |
| Tête de liste | Tête de liste | Parti(s) | Nuance | Voix         | %            | Voix        | %           | CM     | CC     |
| ------------- | ------------- | -------- | ------ | ------------ | ------------ | ----------- | ----------- | ------ | ------ |

### Plancoët
- Maire sortant : Patrick Barraux (LR)
- 23 sièges à pourvoir au conseil municipal (population légale 2022 : 3 095 habitants)
- 2 sièges à pourvoir au conseil communautaire (Dinan Agglomération)

| Tête de liste | Tête de liste | Parti(s) | Nuance | Premier tour | Premier tour | Second tour | Second tour | Sièges | Sièges |
| Tête de liste | Tête de liste | Parti(s) | Nuance | Voix         | %            | Voix        | %           | CM     | CC     |
| ------------- | ------------- | -------- | ------ | ------------ | ------------ | ----------- | ----------- | ------ | ------ |

### Plédran
- Maire sortant : Stéphane Briend (DVD)
- 29 sièges à pourvoir au conseil municipal (population légale 2022 : 6 909 habitants)
- 3 sièges à pourvoir au conseil communautaire (Saint-Brieuc Armor Agglomération)

| Tête de liste | Tête de liste | Parti(s) | Nuance | Premier tour | Premier tour | Second tour | Second tour | Sièges | Sièges |
| Tête de liste | Tête de liste | Parti(s) | Nuance | Voix         | %            | Voix        | %           | CM     | CC     |
| ------------- | ------------- | -------- | ------ | ------------ | ------------ | ----------- | ----------- | ------ | ------ |

### Plélo
- Maire sortant : Jérémy Meuro (DVG)
- 23 sièges à pourvoir au conseil municipal (population légale 2022 : 3 283 habitants)
- 5 sièges à pourvoir au conseil communautaire (Leff Armor Communauté)

| Tête de liste | Tête de liste | Parti(s) | Nuance | Premier tour | Premier tour | Second tour | Second tour | Sièges | Sièges |
| Tête de liste | Tête de liste | Parti(s) | Nuance | Voix         | %            | Voix        | %           | CM     | CC     |
| ------------- | ------------- | -------- | ------ | ------------ | ------------ | ----------- | ----------- | ------ | ------ |

### Plémet
- Maire sortant : Romain Boutron (LR)
- 27 sièges à pourvoir au conseil municipal (population légale 2022 : 3 751 habitants)
- 4 sièges à pourvoir au conseil communautaire (Loudéac Communauté − Bretagne Centre)

| Tête de liste | Tête de liste | Parti(s) | Nuance | Premier tour | Premier tour | Second tour | Second tour | Sièges | Sièges |
| Tête de liste | Tête de liste | Parti(s) | Nuance | Voix         | %            | Voix        | %           | CM     | CC     |
| ------------- | ------------- | -------- | ------ | ------------ | ------------ | ----------- | ----------- | ------ | ------ |

### Pléneuf-Val-André
- Maire sortant : Pierre-Alexis Blévin (DVD)
- 27 sièges à pourvoir au conseil municipal (population légale 2022 : 4 094 habitants)
- 3 sièges à pourvoir au conseil communautaire (Lamballe Terre et Mer)

| Tête de liste | Tête de liste | Parti(s) | Nuance | Premier tour | Premier tour | Second tour | Second tour | Sièges | Sièges |
| Tête de liste | Tête de liste | Parti(s) | Nuance | Voix         | %            | Voix        | %           | CM     | CC     |
| ------------- | ------------- | -------- | ------ | ------------ | ------------ | ----------- | ----------- | ------ | ------ |

### Plérin
- Maire sortant : Ronan Kerdraon (PS)
- 33 sièges à pourvoir au conseil municipal (population légale 2022 : 14 527 habitants)
- 7 sièges à pourvoir au conseil communautaire (Saint-Brieuc Armor Agglomération)

| Tête de liste            | Tête de liste   | Parti(s) | Nuance | Premier tour | Premier tour | Second tour | Second tour | Sièges | Sièges |
| Tête de liste            | Tête de liste   | Parti(s) | Nuance | Voix         | %            | Voix        | %           | CM     | CC     |
| ------------------------ | --------------- | -------- | ------ | ------------ | ------------ | ----------- | ----------- | ------ | ------ |
|                          | Ronan Kerdraon, | PS       |        |              |              |             |             |        |        |
|                          |                 |          |        |              |              |             |             |        |        |
| Exprimés                 |                 |          |        |              |              |             |             |        |        |
| Votes blancs             |                 |          |        |              |              |             |             |        |        |
| Votes nuls               |                 |          |        |              |              |             |             |        |        |
| Total                    | Total           | Total    | Total  |              | 100          |             | 100         | 33     | 7      |
| Absentions               |                 |          |        |              |              |             |             |        |        |
| Inscrits / participation |                 |          |        |              |              |             |             |        |        |

### Pleslin-Trigavou
- Maire sortant : Thierry Orveillon (PS)
- 27 sièges à pourvoir au conseil municipal (population légale 2022 : 4 043 habitants)
- 3 sièges à pourvoir au conseil communautaire (Dinan Agglomération)

| Tête de liste | Tête de liste | Parti(s) | Nuance | Premier tour | Premier tour | Second tour | Second tour | Sièges | Sièges |
| Tête de liste | Tête de liste | Parti(s) | Nuance | Voix         | %            | Voix        | %           | CM     | CC     |
| ------------- | ------------- | -------- | ------ | ------------ | ------------ | ----------- | ----------- | ------ | ------ |

### Plestin-les-Grèves
- Maire sortant : Christian Jeffroy (PS)
- 27 sièges à pourvoir au conseil municipal (population légale 2022 : 3 649 habitants)
- 2 sièges à pourvoir au conseil communautaire (Lannion-Trégor Communauté)

| Tête de liste | Tête de liste | Parti(s) | Nuance | Premier tour | Premier tour | Second tour | Second tour | Sièges | Sièges |
| Tête de liste | Tête de liste | Parti(s) | Nuance | Voix         | %            | Voix        | %           | CM     | CC     |
| ------------- | ------------- | -------- | ------ | ------------ | ------------ | ----------- | ----------- | ------ | ------ |

### Pleudihen-sur-Rance
- Maire sortant : David Boixière (LR)
- 23 sièges à pourvoir au conseil municipal (population légale 2022 : 2 974 habitants)
- 2 sièges à pourvoir au conseil communautaire (Dinan Agglomération)

| Tête de liste | Tête de liste | Parti(s) | Nuance | Premier tour | Premier tour | Second tour | Second tour | Sièges | Sièges |
| Tête de liste | Tête de liste | Parti(s) | Nuance | Voix         | %            | Voix        | %           | CM     | CC     |
| ------------- | ------------- | -------- | ------ | ------------ | ------------ | ----------- | ----------- | ------ | ------ |

### Pleumeur-Bodou
- Maire sortant : Pierre Terrien (DVD)
- 27 sièges à pourvoir au conseil municipal (population légale 2022 : 3 828 habitants)
- 3 sièges à pourvoir au conseil communautaire (Lannion-Trégor Communauté)

| Tête de liste | Tête de liste | Parti(s) | Nuance | Premier tour | Premier tour | Second tour | Second tour | Sièges | Sièges |
| Tête de liste | Tête de liste | Parti(s) | Nuance | Voix         | %            | Voix        | %           | CM     | CC     |
| ------------- | ------------- | -------- | ------ | ------------ | ------------ | ----------- | ----------- | ------ | ------ |

### Plœuc-L'Hermitage
- Maire sortant : Thibaut Guignard (LR)
- 27 sièges à pourvoir au conseil municipal (population légale 2022 : 4 117 habitants)
- 2 sièges à pourvoir au conseil communautaire (Saint-Brieuc Armor Agglomération)

| Tête de liste | Tête de liste | Parti(s) | Nuance | Premier tour | Premier tour | Second tour | Second tour | Sièges | Sièges |
| Tête de liste | Tête de liste | Parti(s) | Nuance | Voix         | %            | Voix        | %           | CM     | CC     |
| ------------- | ------------- | -------- | ------ | ------------ | ------------ | ----------- | ----------- | ------ | ------ |

### Ploubazlanec
- Maire sortant : Jean-Pierre Le Normand (DVG)
- 23 sièges à pourvoir au conseil municipal (population légale 2022 : 2 985 habitants)
- 3 sièges à pourvoir au conseil communautaire (Guingamp-Paimpol Agglomération)

| Tête de liste | Tête de liste | Parti(s) | Nuance | Premier tour | Premier tour | Second tour | Second tour | Sièges | Sièges |
| Tête de liste | Tête de liste | Parti(s) | Nuance | Voix         | %            | Voix        | %           | CM     | CC     |
| ------------- | ------------- | -------- | ------ | ------------ | ------------ | ----------- | ----------- | ------ | ------ |

### Ploubezre
- Maire sortante : Brigitte Gourhant (DVD)
- 27 sièges à pourvoir au conseil municipal (population légale 2022 : 3 741 habitants)
- 2 sièges à pourvoir au conseil communautaire (Lannion-Trégor Communauté)

| Tête de liste | Tête de liste | Parti(s) | Nuance | Premier tour | Premier tour | Second tour | Second tour | Sièges | Sièges |
| Tête de liste | Tête de liste | Parti(s) | Nuance | Voix         | %            | Voix        | %           | CM     | CC     |
| ------------- | ------------- | -------- | ------ | ------------ | ------------ | ----------- | ----------- | ------ | ------ |

### Plouër-sur-Rance
- Maire sortant : Yann Godet (DVG)
- 23 sièges à pourvoir au conseil municipal (population légale 2022 : 3 423 habitants)
- 3 sièges à pourvoir au conseil communautaire (Dinan Agglomération)

| Tête de liste | Tête de liste | Parti(s) | Nuance | Premier tour | Premier tour | Second tour | Second tour | Sièges | Sièges |
| Tête de liste | Tête de liste | Parti(s) | Nuance | Voix         | %            | Voix        | %           | CM     | CC     |
| ------------- | ------------- | -------- | ------ | ------------ | ------------ | ----------- | ----------- | ------ | ------ |

### Plouézec
- Maire sortant : Gilles Pagny (DVG)
- 23 sièges à pourvoir au conseil municipal (population légale 2022 : 3 129 habitants)
- 3 sièges à pourvoir au conseil communautaire (Guingamp-Paimpol Agglomération)

| Tête de liste | Tête de liste | Parti(s) | Nuance | Premier tour | Premier tour | Second tour | Second tour | Sièges | Sièges |
| Tête de liste | Tête de liste | Parti(s) | Nuance | Voix         | %            | Voix        | %           | CM     | CC     |
| ------------- | ------------- | -------- | ------ | ------------ | ------------ | ----------- | ----------- | ------ | ------ |

### Ploufragan
- Maire sortant : Rémy Moulin (PCF)
- 33 sièges à pourvoir au conseil municipal (population légale 2022 : 11 347 habitants)
- 5 sièges à pourvoir au conseil communautaire (Saint-Brieuc Armor Agglomération)

| Tête de liste | Tête de liste | Parti(s) | Nuance | Premier tour | Premier tour | Second tour | Second tour | Sièges | Sièges |
| Tête de liste | Tête de liste | Parti(s) | Nuance | Voix         | %            | Voix        | %           | CM     | CC     |
| ------------- | ------------- | -------- | ------ | ------------ | ------------ | ----------- | ----------- | ------ | ------ |

### Plouha
- Maire sortant : Philippe Delsol (PS)
- 27 sièges à pourvoir au conseil municipal (population légale 2022 : 4 677 habitants)
- 7 sièges à pourvoir au conseil communautaire (Leff Armor Communauté)

| Tête de liste | Tête de liste | Parti(s) | Nuance | Premier tour | Premier tour | Second tour | Second tour | Sièges | Sièges |
| Tête de liste | Tête de liste | Parti(s) | Nuance | Voix         | %            | Voix        | %           | CM     | CC     |
| ------------- | ------------- | -------- | ------ | ------------ | ------------ | ----------- | ----------- | ------ | ------ |

### Ploumagoar
- Maire sortant : Yannick Echevest (DVG)
- 29 sièges à pourvoir au conseil municipal (population légale 2022 : 5 418 habitants)
- 5 sièges à pourvoir au conseil communautaire (Guingamp-Paimpol Agglomération)

| Tête de liste | Tête de liste | Parti(s) | Nuance | Premier tour | Premier tour | Second tour | Second tour | Sièges | Sièges |
| Tête de liste | Tête de liste | Parti(s) | Nuance | Voix         | %            | Voix        | %           | CM     | CC     |
| ------------- | ------------- | -------- | ------ | ------------ | ------------ | ----------- | ----------- | ------ | ------ |

### Pordic
- Maire sortant : Joël Batard (DVD)
- 29 sièges à pourvoir au conseil municipal (population légale 2022 : 7 393 habitants)
- 3 sièges à pourvoir au conseil communautaire (Saint-Brieuc Armor Agglomération)

| Tête de liste | Tête de liste | Parti(s) | Nuance | Premier tour | Premier tour | Second tour | Second tour | Sièges | Sièges |
| Tête de liste | Tête de liste | Parti(s) | Nuance | Voix         | %            | Voix        | %           | CM     | CC     |
| ------------- | ------------- | -------- | ------ | ------------ | ------------ | ----------- | ----------- | ------ | ------ |

### Quessoy
- Maire sortant : Jean-Luc Gouyette (DVG)
- 27 sièges à pourvoir au conseil municipal (population légale 2022 : 3 930 habitants)
- 3 sièges à pourvoir au conseil communautaire (Lamballe Terre et Mer)

| Tête de liste | Tête de liste | Parti(s) | Nuance | Premier tour | Premier tour | Second tour | Second tour | Sièges | Sièges |
| Tête de liste | Tête de liste | Parti(s) | Nuance | Voix         | %            | Voix        | %           | CM     | CC     |
| ------------- | ------------- | -------- | ------ | ------------ | ------------ | ----------- | ----------- | ------ | ------ |

### Quévert
- Maire sortant : Philippe Landuré (PS)
- 27 sièges à pourvoir au conseil municipal (population légale 2022 : 3 963 habitants)
- 3 sièges à pourvoir au conseil communautaire (Dinan Agglomération)

| Tête de liste | Tête de liste | Parti(s) | Nuance | Premier tour | Premier tour | Second tour | Second tour | Sièges | Sièges |
| Tête de liste | Tête de liste | Parti(s) | Nuance | Voix         | %            | Voix        | %           | CM     | CC     |
| ------------- | ------------- | -------- | ------ | ------------ | ------------ | ----------- | ----------- | ------ | ------ |

### Quintin
- Maire sortant : Nicolas Carro (DVD)
- 23 sièges à pourvoir au conseil municipal (population légale 2022 : 2 743 habitants)
- 1 siège à pourvoir au conseil communautaire (Saint-Brieuc Armor Agglomération)

| Tête de liste | Tête de liste | Parti(s) | Nuance | Premier tour | Premier tour | Second tour | Second tour | Sièges | Sièges |
| Tête de liste | Tête de liste | Parti(s) | Nuance | Voix         | %            | Voix        | %           | CM     | CC     |
| ------------- | ------------- | -------- | ------ | ------------ | ------------ | ----------- | ----------- | ------ | ------ |

### Rostrenen
- Maire sortant : Guillaume Robic (LÉ)
- 23 sièges à pourvoir au conseil municipal (population légale 2022 : 3 282 habitants)
- siège à pourvoir au conseil communautaire (CC du Kreiz-Breizh)

| Tête de liste | Tête de liste | Parti(s) | Nuance | Premier tour | Premier tour | Second tour | Second tour | Sièges | Sièges |
| Tête de liste | Tête de liste | Parti(s) | Nuance | Voix         | %            | Voix        | %           | CM     | CC     |
| ------------- | ------------- | -------- | ------ | ------------ | ------------ | ----------- | ----------- | ------ | ------ |

### Saint-Brieuc
- Maire sortant : Hervé Guihard (PP)
- 43 sièges à pourvoir au conseil municipal (population légale 2022 : 44 607 habitants)
- 23 sièges à pourvoir au conseil communautaire (Saint-Brieuc Armor Agglomération)

| Tête de liste            | Tête de liste  | Parti(s) | Nuance | Premier tour | Premier tour | Second tour | Second tour | Sièges | Sièges |
| Tête de liste            | Tête de liste  | Parti(s) | Nuance | Voix         | %            | Voix        | %           | CM     | CC     |
| ------------------------ | -------------- | -------- | ------ | ------------ | ------------ | ----------- | ----------- | ------ | ------ |
|                          | Hervé Guihard, | PP       |        |              |              |             |             |        |        |
|                          |                |          |        |              |              |             |             |        |        |
| Exprimés                 |                |          |        |              |              |             |             |        |        |
| Votes blancs             |                |          |        |              |              |             |             |        |        |
| Votes nuls               |                |          |        |              |              |             |             |        |        |
| Total                    | Total          | Total    | Total  |              | 100          |             | 100         | 43     | 23     |
| Absentions               |                |          |        |              |              |             |             |        |        |
| Inscrits / participation |                |          |        |              |              |             |             |        |        |

### Saint-Cast-le-Guildo
- Maire sortante : Marie-Madeleine Michel (DVD)
- 23 sièges à pourvoir au conseil municipal (population légale 2022 : 3 353 habitants)
- 3 sièges à pourvoir au conseil communautaire (Dinan Agglomération)

| Tête de liste | Tête de liste | Parti(s) | Nuance | Premier tour | Premier tour | Second tour | Second tour | Sièges | Sièges |
| Tête de liste | Tête de liste | Parti(s) | Nuance | Voix         | %            | Voix        | %           | CM     | CC     |
| ------------- | ------------- | -------- | ------ | ------------ | ------------ | ----------- | ----------- | ------ | ------ |

### Saint-Quay-Portrieux
- Maire sortant : Thierry Simelière (HOR)
- 23 sièges à pourvoir au conseil municipal (population légale 2022 : 3 253 habitants)
- 1 siège à pourvoir au conseil communautaire (Saint-Brieuc Armor Agglomération)

| Tête de liste            | Tête de liste      | Parti(s) | Nuance | Premier tour | Premier tour | Second tour | Second tour | Sièges | Sièges |
| Tête de liste            | Tête de liste      | Parti(s) | Nuance | Voix         | %            | Voix        | %           | CM     | CC     |
| ------------------------ | ------------------ | -------- | ------ | ------------ | ------------ | ----------- | ----------- | ------ | ------ |
|                          | Thierry Simelière, | HOR      |        |              |              |             |             |        |        |
|                          |                    |          |        |              |              |             |             |        |        |
| Exprimés                 |                    |          |        |              |              |             |             |        |        |
| Votes blancs             |                    |          |        |              |              |             |             |        |        |
| Votes nuls               |                    |          |        |              |              |             |             |        |        |
| Total                    | Total              | Total    | Total  |              | 100          |             | 100         | 23     | 1      |
| Absentions               |                    |          |        |              |              |             |             |        |        |
| Inscrits / participation |                    |          |        |              |              |             |             |        |        |

### Taden
- Maire sortant : Évelyne Thoreux (DVG)
- 23 sièges à pourvoir au conseil municipal (population légale 2022 : 2 599 habitants)
- 2 sièges à pourvoir au conseil communautaire (Dinan Agglomération)

| Tête de liste | Tête de liste | Parti(s) | Nuance | Premier tour | Premier tour | Second tour | Second tour | Sièges | Sièges |
| Tête de liste | Tête de liste | Parti(s) | Nuance | Voix         | %            | Voix        | %           | CM     | CC     |
| ------------- | ------------- | -------- | ------ | ------------ | ------------ | ----------- | ----------- | ------ | ------ |

### Trébeurden
- Maire sortante : Bénédicte Boiron (DVD)
- 27 sièges à pourvoir au conseil municipal (population légale 2022 : 3 821 habitants)
- 2 sièges à pourvoir au conseil communautaire (Lannion-Trégor Communauté)

| Tête de liste | Tête de liste | Parti(s) | Nuance | Premier tour | Premier tour | Second tour | Second tour | Sièges | Sièges |
| Tête de liste | Tête de liste | Parti(s) | Nuance | Voix         | %            | Voix        | %           | CM     | CC     |
| ------------- | ------------- | -------- | ------ | ------------ | ------------ | ----------- | ----------- | ------ | ------ |

### Trégastel
- Maire sortant : Xavier Martin (PRV)
- 23 sièges à pourvoir au conseil municipal (population légale 2022 : 2 532 habitants)
- 1 siège à pourvoir au conseil communautaire (Lannion-Trégor Communauté)

| Tête de liste            | Tête de liste  | Parti(s) | Nuance | Premier tour | Premier tour | Second tour | Second tour | Sièges | Sièges |
| Tête de liste            | Tête de liste  | Parti(s) | Nuance | Voix         | %            | Voix        | %           | CM     | CC     |
| ------------------------ | -------------- | -------- | ------ | ------------ | ------------ | ----------- | ----------- | ------ | ------ |
|                          | Xavier Martin, | PRV      |        |              |              |             |             |        |        |
|                          |                |          |        |              |              |             |             |        |        |
| Exprimés                 |                |          |        |              |              |             |             |        |        |
| Votes blancs             |                |          |        |              |              |             |             |        |        |
| Votes nuls               |                |          |        |              |              |             |             |        |        |
| Total                    | Total          | Total    | Total  |              | 100          |             | 100         | 23     | 1      |
| Absentions               |                |          |        |              |              |             |             |        |        |
| Inscrits / participation |                |          |        |              |              |             |             |        |        |

### Trégueux
- Maire sortant : Christine Métois (PS)
- 29 sièges à pourvoir au conseil municipal (population légale 2022 : 8 462 habitants)
- 4 sièges à pourvoir au conseil communautaire (Saint-Brieuc Armor Agglomération)

| Tête de liste | Tête de liste | Parti(s) | Nuance | Premier tour | Premier tour | Second tour | Second tour | Sièges | Sièges |
| Tête de liste | Tête de liste | Parti(s) | Nuance | Voix         | %            | Voix        | %           | CM     | CC     |
| ------------- | ------------- | -------- | ------ | ------------ | ------------ | ----------- | ----------- | ------ | ------ |

### Trélivan
- Maire sortante : Suzanne Lebreton (PCF)
- 23 sièges à pourvoir au conseil municipal (population légale 2022 : 2 875 habitants)
- 2 sièges à pourvoir au conseil communautaire (Dinan Agglomération)

| Tête de liste | Tête de liste | Parti(s) | Nuance | Premier tour | Premier tour | Second tour | Second tour | Sièges | Sièges |
| Tête de liste | Tête de liste | Parti(s) | Nuance | Voix         | %            | Voix        | %           | CM     | CC     |
| ------------- | ------------- | -------- | ------ | ------------ | ------------ | ----------- | ----------- | ------ | ------ |

### Yffiniac
- Maire sortant : Denis Hamayon (PS)
- 27 sièges à pourvoir au conseil municipal (population légale 2022 : 4 980 habitants)
- 2 sièges à pourvoir au conseil communautaire (Saint-Brieuc Armor Agglomération)

| Tête de liste            | Tête de liste  | Parti(s) | Nuance | Premier tour | Premier tour | Second tour | Second tour | Sièges | Sièges |
| Tête de liste            | Tête de liste  | Parti(s) | Nuance | Voix         | %            | Voix        | %           | CM     | CC     |
| ------------------------ | -------------- | -------- | ------ | ------------ | ------------ | ----------- | ----------- | ------ | ------ |
|                          | Denis Hamayon, | PS       |        |              |              |             |             |        |        |
|                          |                |          |        |              |              |             |             |        |        |
| Exprimés                 |                |          |        |              |              |             |             |        |        |
| Votes blancs             |                |          |        |              |              |             |             |        |        |
| Votes nuls               |                |          |        |              |              |             |             |        |        |
| Total                    | Total          | Total    | Total  |              | 100          |             | 100         | 27     | 2      |
| Absentions               |                |          |        |              |              |             |             |        |        |
| Inscrits / participation |                |          |        |              |              |             |             |        |        |